# Sinjajevina
Sinjajevina – pasmo górskie w Górach Dynarskich. Leży w Czarnogórze, między rzeką Tara a pasmem Durmitor. Najwyższym szczytem jest Babin Zub, który osiąga 2253 m.
Szczyty:
- Babji Zub – 2277 m,
- Jablanov Vrh – 2203 m,
- Gradiste – 2174 m,
- Stolovi – 2172 m,
- Savina Greda – 2101 m,
- Veliki Pecarac – 2042 m,
- Veliki Starac – 2022 m,
- Babin Vrh – 2013 m,
- Sto – 1959 m,
- Korman – 1923 m,
- Mali Starac – 1921 m.